# Femboy

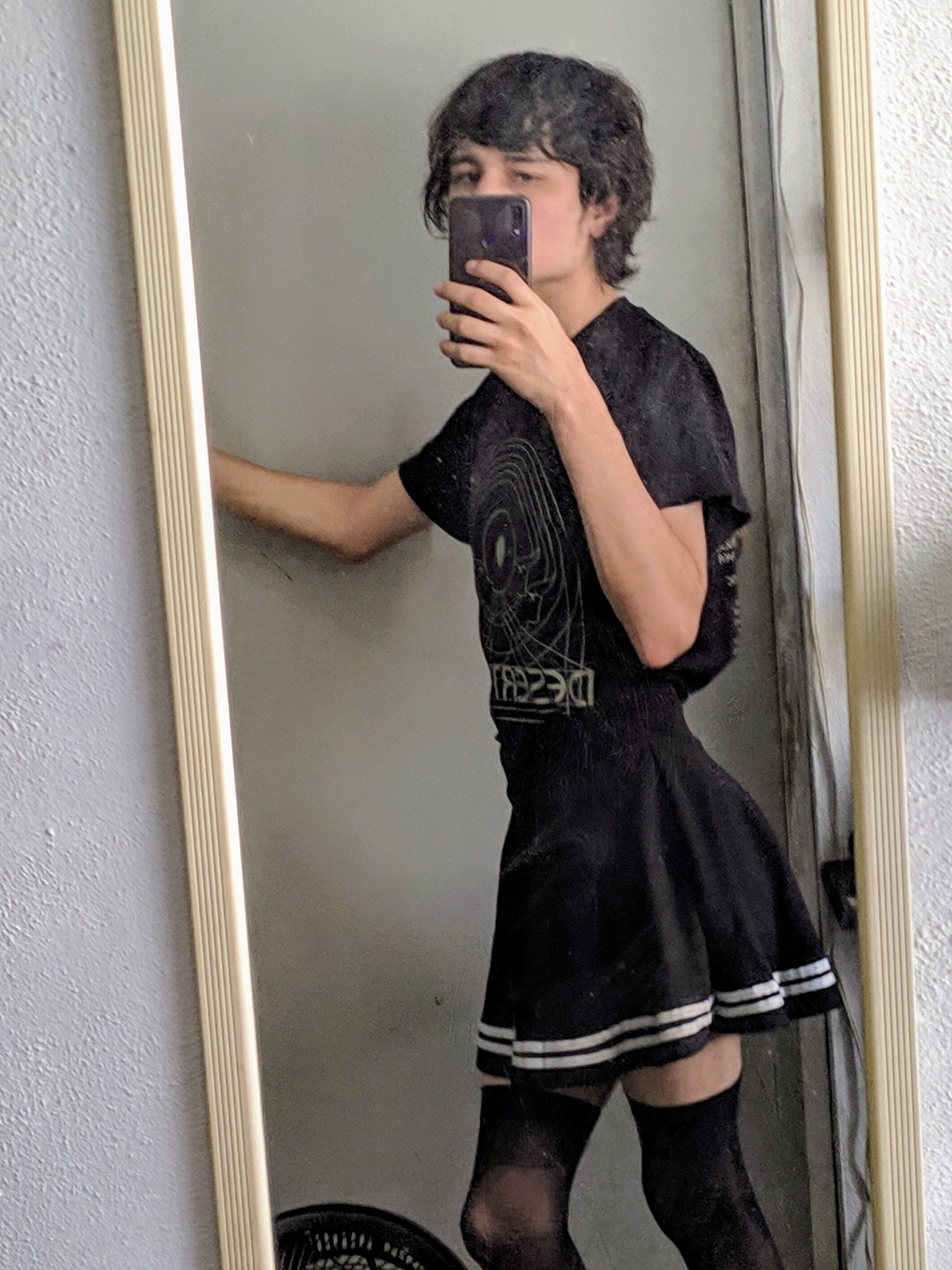
Autoportrait d'un jeune homme en jupe et en collants.

Femboy (/ˈfɛmbɔɪ/), également orthographié femboi, est un anglicisme et néologisme contemporain désignant un individu masculin ou non-binaire qui adopte des comportements traditionnellement féminins. En tant qu'Internet aesthetic, cela peut se manifester par le port de bijoux, de vêtements et l'usage de maquillage afin de se rapprocher d'un physique féminin, ou d'autres types de comportements habituellement codés comme féminins. Femboy peut être utilisé comme un terme à la fois sexuel et non sexuel ; il ne désigne pas une orientation sexuelle ou un rôle de genre spécifique, mais plutôt une forme d'expression de genre.
Le terme est apparu dans les années 1990. Il a depuis été popularisé par des forums Internet et sur des médias sociaux tels que TikTok, où des tendances comme celles du « femboy friday », qui ont attiré l'attention de certains médias. Cette célébration représenterai un jour de fête pour la communauté.  Dans le cadre des études de genre, le terme a pu être utilisé pour identifier des personnes transgenres ; dans les porn studies, le terme a été considéré comme dénotant un rôle de passivité dans les rapports sexuels, et comme présentant des éléments de fantasme sexuel.

## Origines et emploi du terme

### Étymologie
Le terme femboy est apparu dans les années 1990. Il est un mot composé des mots fem (une abréviation du mot anglais feminine c'est-à-dire féminin, relativement à la femme) et boy (« garçon » en anglais),. La variante femboi utilise le terme d'argot LGBT boi, qui dans les années 2000, a commencé à être utilisé pour  désigner un « jeune homme efféminé séduisant ».

### Définitions
Un femboy est un garçon féminin, c’est-à-dire un garçon qui ressemble à une fille. Ainsi femboy fait référence à un jeune homme (ou une personne non-binaire) qui utilise des éléments esthétiques et culturels associés aux femmes, exprimant ainsi un côté plus féminin que l'apparence masculine traditionnelle. Le Collins English Dictionary (en) définit femboy comme « un homme dont l'apparence et les traits de comportement sont considérés comme conventionnellement féminins. » Selon Dictionary.com, la variante femboi peut désigner des individus plus « doux », tels les jeunes hommes trans ou des lesbiennes butch.
Mot initialement utilisé de manière péjorative et visant les hommes non masculins, le terme a depuis été réapproprié, bien qu'il puisse encore être utilisé comme une insulte à l'encontre des femmes trans. Femboy est un terme propre à l'expression de genre ; à ce titre le terme ne définit ni l'orientation sexuelle ni l'identité de genre d'un femboy. À l'instar de termes tels que sissy, femboy n'est pas utilisé dans un sens purement pornographique - il peut aussi être employé pour se référer à un homme impliqué dans le travestissement non sexuel ou dans le travestissement fétichiste.
L'étiquette femboy est utilisée sur des plateformes telles que Tumblr pour désigner un rôle sexuel homosexuel similaire à celui d'une femme dans la culture occidentale ; elle est apparentée à des termes tels que boywife et pussyboy (en) qui désignent des « hommes efféminés, s'auto-identifiant comme androphiles et qui cherchent exclusivement à être pénétrés par des hommes masculins dominants. » Richard Vytniorgu affirme que ce type d'étiquette « permet à ces blogueurs d'associer leur choix d'objet sexuel et leur rôle sexuel dans une forme de subjectivité dans laquelle les autres peuvent s'identifier » et considère que les personnes qui utilisent ces étiquettes partagent avec les homosexuels non-occidentaux une « identité de passifs ».
Les femboys peuvent être fétichisés, et les groupes de femboys ont été considérés comme des groupes d'exclusion, formant des groupes internes et externes.
Il est important de noter que les femboys expriment leur féminité uniquement dans la sphère privée. Ces derniers peuvent tout à fait s'habiller et se comporter de façon masculine lorsqu'ils sont entourés, puis de façon féminine lorsqu'ils se retrouvent seuls. 
Cela relève du domaine de l'exploration de soi, des fantasmes ou encore de l'art. 

drapeau de la communauté femboy

## Drapeau
Les femboys se sont vu attribuer un drapeau le 28 avril 2017, créé par Jay un utilisateur de l'application « Amino ». 
Le drapeau femboy est doté de sept bandes, horizontales, colorées respectivement, en partant du haut, comme telles : Rose foncé puis rose clair, blanc, bleu, blanc, rose clair et enfin rose foncé.